# Oscilatorul armonic liniar (cuantic)

Fig. 1

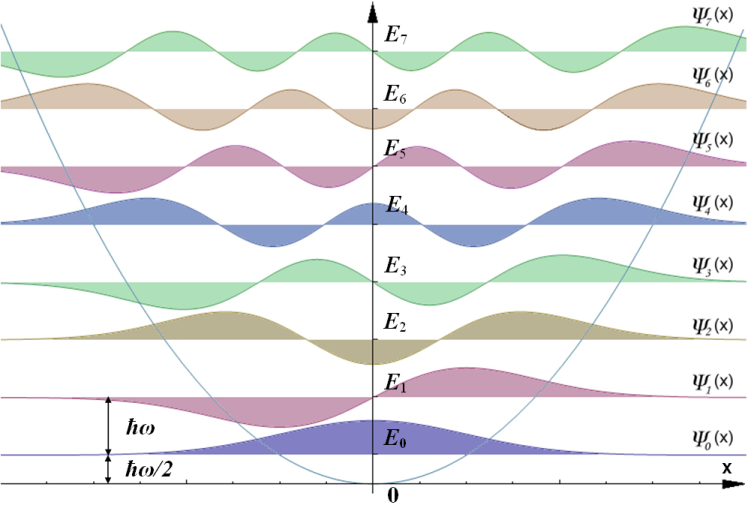
Fig. 2 Reprezentarea funcțiilor de undă pentru primele opt stări staționare corespunzătoare valorilor numărului cuantic principal, de la ; pe axa orizontală se reprezintă poziția ; diagrama nu este calibrată.

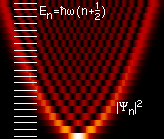
Fig. 3 Diagrama densităților de probabilitate pentru stările staționare, începând cu starea fundamentală, continuând pentru stările corespunzătoare energiilor mai mari. Pe axa orizontală se reprezintă poziția ; culorile mai deschise corespund densităților de probabilitate mai mari.

Un Oscilator armonic cuantic este un model fizic important pentru descrierea sistemelor oscilante microscopice. Modelul este un subiect central al mecanicii cuantice și are implicații importante în domeniile mecanicii statistice și a fizicii solidului.
Valorile posibile pentru energia unui oscilator armonic cuantic unidimensional sunt date de formula:
| {\displaystyle E_{n}=\left(n+{\frac {1}{2}}\right)\hslash \omega } |

unde:
- {\displaystyle \scriptstyle E_{n}} reprezintă setul valorilor permise pentru energia unui oscilator armonic cuantic.
- {\displaystyle \scriptstyle n} numărul cuantic principal.
- {\displaystyle \scriptstyle \hslash } este constanta redusă al lui Planck, numită și constanta lui Dirac.
- {\displaystyle \scriptstyle \omega } pulsația (frecvența) oscilațiilor.

## Analogia cu oscilatorul armonic clasic
Teoria oscilatorului armonic are o importanță deosebită în studiul fizicii întrucât în natură există o multitudine de sisteme fizice, structural și calitativ foarte diferite la prima vedere, dar a căror evoluție dinamică se poate descrie prin ecuațiile mișcărilor care formal sunt echivalente cu cele ale unui sistem de oscilatori armonici care interacționează între ei foarte slab. O aproximație primordială care se face în studiul sistemelor oscilante microscopice este aceea a neglijării oricărei interacții dintre oscilatorii individuali. Acest aspect, oarecum „denaturant” simplifică substanțial studiul sistemelor formate dintr-un număr mare de oscilatori, fiind echivalent din punct de vedere analitic cu studiul sistemului de oscilatori complet independenți. Studiul unui asemenea sistem este relativ simplu deoarece fiecare oscilator oscilează ca și cum ceilalți oscilatori nu ar exista și din acest punct de vedere este evident că dacă se poate descrie comportamentul unui singur oscilator, atunci se pot descrie oricâți oscilatori.. Exemple de sisteme de acest tip se pot da din toate ramurile fizicii: câmpul electromagnetic, un solid care oscilează elastic, de asemenea o serie de câmpuri cuantice, etc.

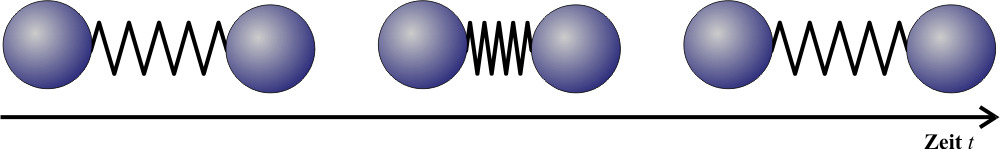
Model pentru oscilațiile armonice liniare ale unei molecule diatomice

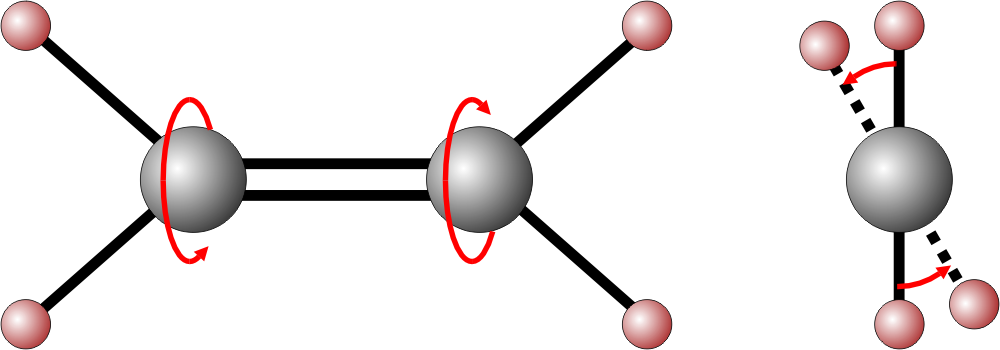
Model pentru oscilațiile armonice de torsiune ale moleculei de polietilenă

## Deducerea funcțiilor și valorilor proprii
Pentru deducerea funcțiilor de undă asociate stărilor cuantice și găsirea valorilor proprii ale energiei oscilatorului cuantic armonic, există în mecanica cuantică trei metode consacrate. Prima este cea analitică, bazată pe rezolvarea ecuației temporale al lui Schrödinger cu folosirea proprietăților polinoamelor ortogonale, în speță al sistemului coplet de polinoame Hermite. A doua metodă este cea algebrică, numită și metoda lui Dirac-Fock care se bazează pe formalismul hamiltonian și algebra operatorilor cuantici autoadjuncți, respectiv proprietățile acestora. A treia este metoda polinomială care se bazează pe folosirea seriei hipergeometrice. Rezultatele la care se ajung prin aplicarea celor trei metode sunt identice, metoda lui Dirac-Fock având avantajul că nu face apel la teoria ecuațiilor diferențiale. Cel mai important rezultat al celor două metode independente constă în stabilirea relației exacte a cuantificării energiei oscilatorului în deplină concordanță cu previziunile anterioare ale lui Planck.

### Metoda analitică (metoda Schrödinger)
În mecanica cuantică, ecuația Schrödinger temporală corespunzătoare hamiltonianului clasic este
| {\displaystyle i\hbar {\frac {\partial }{\partial t}}\psi (\mathbf {r} ,\,t)=-{\frac {\hbar ^{2}}{2m}}\mathbf {\Delta } \psi (\mathbf {r} ,\,t)+V(\mathbf {r} )\psi (\mathbf {r} ,\,t)} | {\displaystyle (2.1)\,} |

Pentru oscilatorul unidimensional, vectorul de poziție {\displaystyle \scriptstyle \mathbf {r} } se înlocuiește prin coordonata {\displaystyle \scriptstyle x} , iar operatorul {\displaystyle \scriptstyle \mathbf {\Delta } } (laplaceanul) prin derivata parțială de ordinul doi în raport de coordonata {\displaystyle \scriptstyle x} : {\displaystyle {\frac {\partial ^{2}}{\partial x^{2}}}}.
Potențialul câmpului de forțe în care este plasată particula este în acest caz:
{\displaystyle V(x)={1 \over 2}m\omega ^{2}x^{2}}. Se găsește astfel, forma ecuației Schrödinger temporale pentru oscilatorul armonic liniar (unidimensional):
| {\displaystyle i\hbar {\frac {\partial }{\partial t}}\psi (x,t)+{\frac {\hbar ^{2}}{2m}}\left({\frac {\partial ^{2}}{\partial x^{2}}}\right)\psi (x,t)-{1 \over 2}m\omega ^{2}x^{2}\psi (x,t)=0} | {\displaystyle (2.2)\,} |

Legătura dintre ecuația lui Schrödinger și ecuația clasică al lui Hamilton-Jacobi sugerează căutarea unei soluții particulare de forma:{\displaystyle \scriptstyle \psi (x,t)=e^{F(x,t)}}, unde {\displaystyle \scriptstyle F(x,t)={x^{2}}A(t)+2xB(t)+C(t)} este un polinom de gradul al doilea de variabilă {\displaystyle \scriptstyle x} având coeficienții {\displaystyle \scriptstyle A(t)}, {\displaystyle \scriptstyle B(t)}, {\displaystyle \scriptstyle C(t)} în general dependenți de timp . Prin calcul se găsește forma:
| {\displaystyle \ F=-{1 \over 2}{\frac {m\,{\omega }}{\hbar }}x^{2}+2{\sqrt {\frac {m\,{\omega }}{\hbar }}}xce^{-{i\omega t}}-{(ce^{-{i\omega t}})}^{2}-i{\frac {\omega t}{2}}} | {\displaystyle (2.3)\,} |

Folosind o schimbare de variabilă convenabilă se trece la transcrierea expresiei (2.3) în coordonată naturală :
| {\displaystyle \xi =\left({\frac {m\omega }{\hslash }}\right)^{1 \over 2}x} | {\displaystyle (2.4)\,} |

Funcția {\displaystyle \scriptstyle F(x,t)} capătă forma:
| {\displaystyle \ F=-{1 \over 2}{\xi }^{2}+2c\xi (e^{-{i\omega t}})-{(ce^{-{i\omega t}})}^{2}-i{\frac {\omega t}{2}}} | {\displaystyle (2.4)\,} |

Utilizând o serie de artificii bazate pe anumite notații care permit separarea variabilei spațiale de cea temporală se ajunge pentru funcția de undă la expresia:
| {\displaystyle \psi (\xi ,t)=\sum _{n=0}^{\infty }{\frac {c^{n}}{n!}}e^{-{i\omega \left(n+{\frac {1}{2}}\right)t}}H_{n}(\xi )e^{-{\frac {{\xi }^{2}}{2}}}} | {\displaystyle (2.5)\,} |

unde {\displaystyle \scriptstyle H_{n}(\xi )} reprezintă polinoamele lui Hermite iar c o constantă de integrare arbitrară. Această expresie este o soluție a ecuației lui Schrödinger (1.2) si ea poate fi separată într-o parte spatială și una temporală; fie {\displaystyle \scriptstyle u_{n}(\xi )} partea spatiala si {\displaystyle \scriptstyle v_{n}(t)} partea temporală a soluției, cu aceste notații soluția se scrie
| {\displaystyle \psi _{n}(\xi ,t)=u_{n}(\xi )v_{n}(t)} | {\displaystyle (2.6)\,} |

Soluția {\displaystyle \scriptstyle u_{n}(\xi )} este rezolvarea ecuației Schrödinger atemporale scrisă în scara {\displaystyle \scriptstyle \xi }
| {\displaystyle {\widehat {\textbf {\textit {H}}}}u_{n}(\xi )=E_{n}u_{n}(\xi )} | {\displaystyle (2.7)\,} |

respectiv, în notația ket (Dirac):
| {\displaystyle {\widehat {\textbf {\textit {H}}}}\left\|u_{n}(\xi )\right\rangle =E_{n}\left\|u_{n}(\xi )\right\rangle } | {\displaystyle (2.7.1)\,} |

Aceasta este o ecuație cu vectori și valori proprii pentru care valorile proprii {\displaystyle \scriptstyle E_{n}} se obțin prin identificarea factorului temporal din expresia (2.7.1) cu forma valabilă pentru orice funcție de undă: 
| {\displaystyle e^{-{i{\frac {Et}{\hbar }}}}} |

 Prin urmare se găsește formula binecunoscută: 
| {\displaystyle E_{n}=\hslash \omega \left(n+{\frac {1}{2}}\right)} | {\displaystyle (2.8)\,} |

Această expresie se află în concordanță cu ipoteza cuantică inițială al lui Planck din anul 1900
Prin calcul și folosind condiția de ortogonalitate a funcțiilor proprii se ajunge la forma normată a funcțiilor proprii în coordonate naturale:
| {\displaystyle u_{n}(\xi )={\frac {1}{\sqrt {{\sqrt {\pi }}2^{n}n!}}}H_{n}(\xi )e^{-{\frac {{\xi }^{2}}{2}}}} |

sau, folosind forma explicită a polinoamelor lui Hermite:
| {\displaystyle u_{n}(\xi )={\frac {1}{\sqrt {{\sqrt {\pi }}2^{n}n!}}}{(-1)^{n}}e^{\frac {{\xi }^{2}}{2}}{\frac {d^{n}e^{-{\xi }^{2}}}{d{\xi }^{n}}}} | {\displaystyle (2.9)\,} |

### Metoda algebrică (metoda Dirac-Fock)
Metoda algebrică datorată lui Dirac și Fock, cunoscută și ca metoda operatorilor de creștere și descreștere pornește de la ecuațiile de mișcare clasice, deduse pe baza ecuațiilor canonice din cadrul formalismului Hamilton-Jacobi și introduce două mărimi complex conjugate {\displaystyle \scriptstyle C} și {\displaystyle \scriptstyle C^{*}} prin care se aduc ecuațiile la o formă mai simplă. La scrierea hamiltonianului în tratarea cuantică, acestor mărimi i se asociază operatori diferențiali analogi în baza principiului corespondenței. Funcțiile de stare și relația de cuantificare a energiei se deduce prin rezolvarea problemei valorilor și funcțiilor proprii pentru operatorul Hamilton.Expresiile celor două mărimi în cazul clasic sunt
| {\displaystyle C=x+i{\frac {p}{m\omega }},C^{*}=x-i{\frac {p}{m\omega }}} | {\displaystyle (3.1)\,} |

La trecerea la cazul cuantic, în baza principiului corespondenței, se introduc operatorii analogi:
| {\displaystyle {\widehat {\textbf {\textit {C}}}}={\widehat {\textbf {\textit {x}}}}+i{\frac {\widehat {\textbf {\textit {p}}}}{m\omega }},{\widehat {\textbf {\textit {C}}}}^{+}={\widehat {\textbf {\textit {x}}}}-i{\frac {\widehat {\textbf {\textit {p}}}}{m\omega }}} | {\displaystyle (3.2)\,} |

Prin calcul și folosind proprietatea de comutație dintre dintre operatorul de poziție și cel de impuls se găsește expresia operatorului hamiltonian, scrisă în funcție de operatorii {\displaystyle \scriptstyle {\widehat {\textbf {\textit {C}}}}} și {\displaystyle \scriptstyle {{\widehat {\textbf {\textit {C}}}}^{+}}}:
| {\displaystyle {\widehat {\textbf {\textit {H}}}}={\frac {m\omega }{4}}({\widehat {\textbf {\textit {C}}}}{\widehat {\textbf {\textit {C}}}}^{+}-{\widehat {\textbf {\textit {C}}}}^{+}{\widehat {\textbf {\textit {C}}}})} | {\displaystyle (3.3)\,} |

și relația de comutație:
| {\displaystyle {\widehat {\textbf {\textit {C}}}}{\widehat {\textbf {\textit {C}}}}^{+}-{\widehat {\textbf {\textit {C}}}}^{+}{\widehat {\textbf {\textit {C}}}}={\frac {2\hbar }{m\omega }}{\widehat {\textbf {\textit {1}}}}} | {\displaystyle (3.4)\,} |

Relația de comutație (3.4) se aduce la o formă mai simplă prin introducerea operatorilor, definiți prin relațiile de mai jos:
| {\displaystyle {\widehat {\textbf {\textit {a}}}}={\sqrt {\frac {m\omega }{2\hbar }}}{\widehat {\textbf {\textit {C}}}}} | {\displaystyle (3.5.1)\,} |

| {\displaystyle {\widehat {\textbf {\textit {a}}}}^{+}={\sqrt {\frac {m\omega }{2\hbar }}}{\widehat {\textbf {\textit {C}}}}^{+}} | {\displaystyle (3.5.2)\,} |

Relația (3.4) devine:
| {\displaystyle {\widehat {\textbf {\textit {a}}}}^{+}{\widehat {\textbf {\textit {a}}}}-{\widehat {\textbf {\textit {a}}}}{\widehat {\textbf {\textit {a}}}}^{+}={\widehat {\textbf {\textit {1}}}}} | {\displaystyle (3.6)\,} |

Operatorul hamiltonian din expresia (3.3) se scrie sub forma:
| {\displaystyle {\widehat {\textbf {\textit {H}}}}={\frac {\hbar \omega }{2}}({\widehat {\textbf {\textit {a}}}}{\widehat {\textbf {\textit {a}}}}^{+}-{\widehat {\textbf {\textit {a}}}}^{+}{\widehat {\textbf {\textit {a}}}})} | {\displaystyle (3.7)\,} |

Rezolvarea problemei funcțiilor si valorilor proprii pentru operatorul hamiltonian se reduce, astfel, la rezolvarea aceleiași probleme pentru operatorul {\displaystyle \scriptstyle {\widehat {\textbf {\textit {a}}}}^{+}{\widehat {\textbf {\textit {a}}}}}; dacă se notează prin {\displaystyle \scriptstyle \lambda } valoarea proprie asociată funcției proprii {\displaystyle \scriptstyle u_{\lambda }} atunci ecuația devine:
| {\displaystyle {\widehat {\textbf {\textit {a}}}}^{+}{\widehat {\textbf {\textit {a}}}}u_{\lambda }=\lambda u_{\lambda }} | {\displaystyle (3.8)\,} |

Printr-o metodă de iterație și folosind proprietatea că funcția proprie {\displaystyle \scriptstyle u_{0}} nu este nulă, se arată că valorile proprii {\displaystyle \scriptstyle \lambda } trebuie să ia valori întreg și pozitive sau valoarea zero:
| {\displaystyle {\widehat {\textbf {\textit {a}}}}^{+}{\widehat {\textbf {\textit {a}}}}u_{n}=nu_{n},n=1,2,3,...} | {\displaystyle (3.9)\,} |

Astfel, problema de valori proprii pentru operatorul {\displaystyle {\widehat {\textbf {\textit {a}}}}^{+}{\widehat {\textbf {\textit {a}}}}} este complet rezolvată. Pe baza acestui rezultat se găsesc valorile proprii ale operatorului hamilton:
Acest rezultat este identic cu cel găsit prin aplicarea metodei algebrice de la secțiunea de mai sus. Setul de valori pe care îl stabilește relația valorilor proprii reprezintă o limitare a valorilor permise pentru energia totală pe care o poate avea un oscilator armonic liniar cuantic. Fiecare valoare individuală din șirul infinit de valori posibile corespunde unei funcții proprii {\displaystyle \scriptstyle u_{n}}. Rezultatul la care s-a ajuns prin aplicarea metodei algebrice este o confirmare teoretică a conceptului de cunatificare, introdus pentru prima oară de către fizicianul german Max Planck în anul 1900. Formula energiilor permise pentru oscilator, demonstrează faptul că energia sistemului este un multiplu întreg al unei cantități „elementare” de energie {\displaystyle \hslash \omega }-până la o constantă determinată prin cantitatea {\displaystyle \scriptstyle {\frac {1}{2}}\hslash \omega } care reprezintă energia stării cuantice corespunzătoare valorii {\displaystyle \scriptstyle n=0}.
Petru a găsi forma explicită a funcțiilor proprii se presupune apriori că funcțiile {\displaystyle \scriptstyle u_{n}} sunt normate, se pornește de la relația de recurență:
| {\displaystyle {\widehat {\textbf {\textit {a}}}}u_{n}=K_{n}u_{n-1}} | {\displaystyle (3.10)\,} |

Unde {\displaystyle \scriptstyle K_{n}} fiind un factor numeric ce ține cont de existența normelor funcțiilor {\displaystyle \scriptstyle u_{n}} și {\displaystyle \scriptstyle u_{n-1}}. Prin aplicarea operatorului {\displaystyle \scriptstyle {\widehat {\textbf {\textit {a}}}}^{+}} ambilor membri ai ecuației (3.10) și folosind relația (3.9) se ajunge la ecuația
| {\displaystyle {\widehat {\textbf {\textit {a}}}}^{+}{\widehat {\textbf {\textit {a}}}}u_{n}=nu_{n}=K_{n}{\widehat {\textbf {\textit {a}}}}^{+}u_{n-1}} | {\displaystyle (3.11)\,} |

Din această ultimă identitate, prin simpla împărțire a termenilor se găsește
| {\displaystyle {\widehat {\textbf {\textit {a}}}}^{+}u_{n-1}={\frac {n}{K_{n}}}u_{n}} | {\displaystyle (3.12)\,} |

Așa cum relația (3.11) permite găsirea funcției {\displaystyle \scriptstyle u_{n-1}}, pornind de la {\displaystyle \scriptstyle u_{n}}, tot la fel, relația (3.12) asigură găsirea funcției {\displaystyle \scriptstyle u_{n}}, plecând de la {\displaystyle \scriptstyle u_{n}-1}. Această particularitate a comportamentului funcțiilor proprii ale hamiltonianului justifică folosirea unei terminologii specifice pentru desemnarea operatorilor {\displaystyle \scriptstyle {\widehat {\textbf {\textit {a}}}}} și {\displaystyle \scriptstyle {\widehat {\textbf {\textit {a}}}}^{+}}, după cum urmează: asupra funcției proprii, operatorul {\displaystyle \scriptstyle {\widehat {\textbf {\textit {a}}}}} are ca „efect” scăderea cu o unitate a valorii proprii asociată funcției, de aceea el se mai numește și operator de descreștere (sau de coborâre), iar {\displaystyle \scriptstyle {\widehat {\textbf {\textit {a}}}}^{+}} are ca efect creșterea cu o unitate a numărului a valorii proprii motiv pentru care mai este denumit și operator de creștere
Printr-un procedeu de algebra operatorilor și trecerea la o nouă variabilă prin care se transormă coordonata x a microparticulei într-o nouă coordonată adimensională:{\displaystyle \scriptstyle \xi =\left({\frac {m\omega }{\hslash }}\right)^{1 \over 2}x}, se găsesc pentru operatorii de crestere si de descrestere formele:
| {\displaystyle {\widehat {\textbf {\textit {a}}}}={\frac {1}{\sqrt {2}}}\left(\xi +{\frac {d}{d\xi }}\right)} | {\displaystyle (3.13)\,} |

| {\displaystyle {\widehat {\textbf {\textit {a}}}}^{+}={\frac {1}{\sqrt {2}}}\left(\xi +{\frac {d}{d\xi }}\right)} | {\displaystyle (3.14)\,} |

Ecuația care determină univoc forma funcției {\displaystyle \scriptstyle u_{0}} este de forma:
| {\displaystyle \xi u_{0}+{\frac {du_{0}}{d\xi }}=0} | {\displaystyle (3.15)\,} |

Prin integrare si normare se obține soluția normată în scara naturală {\displaystyle \scriptstyle \xi }:
| {\displaystyle u_{0}=\pi ^{-{\frac {1}{4}}}e^{-{\frac {\xi ^{2}}{2}}}} | {\displaystyle (3.16)\,} |

Aplicând de n ori relația de recurență dintre {\displaystyle \scriptstyle u_{n-1}} si {\displaystyle \scriptstyle u_{n}} se ajunge la expresia:
| {\displaystyle u_{n}={\frac {1}{\sqrt {n!}}}({\widehat {\textbf {\textit {a}}}}^{+})^{n}u_{0}={\frac {1}{\sqrt {{\sqrt {\pi }}2^{n}n!}}}\left(\xi -{\frac {d}{d\xi }}\right)^{n}e^{-{\frac {\xi ^{2}}{2}}}} | {\displaystyle (3.17)\,} |

Folosind identitatea:
| {\displaystyle \left(\xi -{\frac {d}{d\xi }}\right)e^{\frac {\xi ^{2}}{2}}F(\xi )=-e^{\frac {\xi ^{2}}{2}}{\frac {dF(\xi )}{d\xi }}} | {\displaystyle \,} |

unde {\displaystyle \scriptstyle F(\xi )} reprezintă o funcție arbitrară, continuă, de n ori derivabilă de variabilă reală {\displaystyle \scriptstyle \xi }, relația de recurență (3.17) capătă forma:

### Metoda polinomială (metoda Sommerfeld)
Pornind de la forma ecuației cu valori proprii pentru hamiltonianul oscilatorului clasic
| {\displaystyle -{\frac {\hbar }{2m}}{\frac {d^{2}\psi }{dx^{2}}}+{\frac {m\omega ^{2}}{2}}x^{2}\psi =E\psi } | {\displaystyle (2.1)\,} |

Pentru simplificarea formei ecuației, se introduce o notație ajutătoare dată de relația
| {\displaystyle \xi =\left({\frac {m\omega }{\hslash }}\right)^{1 \over 2}x} | {\displaystyle (2.2)\,} |

această schimbare este echivalentă cu alegerea unei unități naturale de lungime pentru exprimarea elongațiilor. Avantajul acestei alegeri constă în aceea că exponențialele din expresiile funcțiilor de undă vor avea exponenții adimensionali și va permite separarea variabilei temporale de cea spațială. Cu această notație, forma ecuației (2.1) devine:
| {\displaystyle {\frac {d^{2}\psi }{d\xi ^{2}}}+\left({\frac {2E}{\hbar \omega }}-\xi ^{2}\right)\psi =0} | {\displaystyle (2.3)\,} |

Ecuația de mai sus este o ecuație diferențială liniară de ordinul al doilea și ea admite două soluții liniar independente, oricare ar fi valoarea parametrului real E. Se poate arăta, că în general, soluțiile analitice cresc nemărginit pentru cazul în care variabila {\displaystyle \xi } tinde la ±{\displaystyle \infty }. Un asemenea comportament neasimptotic nu este convenabil din punct de vedere al mecanicii cuantice din cauza faptului că nu îndeplinește condiția de normare. Pentru anumite valori însă ale parametrului E, se pot obține soluții particulare ce respactă limitările impuse de condiția de normare. Ceficienții ecuației (2.2) nu prezintă singularități pentru valori finite ale variabilei {\displaystyle \xi }, probleme pot apărea numai la infinit, datorită prezenței termenului {\displaystyle \xi ^{2}} din expresia ecuației; acest termen provine de la energia potențială a câmpului de forțe ce acționează asupra microparticulei. Studiul influenței acestui termen se poate face pornid de la constatarea că funcțiile de tipul {\displaystyle exp(-\xi /2)} satisfac ecuațiile de forma:
| {\displaystyle {\frac {d^{2}e^{-{\frac {{\xi }^{2}}{2}}}}{d\xi ^{2}}}-\left(1+\xi ^{2}\right)e^{-{\frac {{\xi }^{2}}{2}}}=0} | {\displaystyle (2.4)\,} |

Relație care practic coincide cu ecuația (2.3) pentru valori mari ale termenului {\displaystyle \xi ^{2}}, atunci când termenul constant din paranteză devine neglijabil. Soluția acceptabilă pentru ecuația (2.2) se caută sub forma
| {\displaystyle \psi (\xi )=e^{-{\frac {{\xi }^{2}}{2}}}F(\xi )} | {\displaystyle (2.5)\,} |

unde funcția {\displaystyle F(\xi )} trebuie să se comporte astfel la infinit, încât să nu compenseze exponențiala. Prin înlocuirea expresiei (2.5) în ecuația (2.2) se obține pentru funcția {\displaystyle F(\xi )} ecuația
| {\displaystyle {\frac {d^{2}F}{d\xi ^{2}}}-2\xi {\frac {dF}{d\xi }}+\left({\frac {2E}{\hbar \omega }}-1\right)F=0} | {\displaystyle (2.6)\,} |

În vederea simplificării scrierii se introduc următoarele notații ajutătoare:
| {\displaystyle \left({\frac {2E}{\hbar \omega }}-1\right)=\lambda ,E=\hbar \omega {\frac {\lambda +1}{2}}} | {\displaystyle (2.7)\,} |

cu aceste notații, ecuația (2.6) ia forma
| {\displaystyle {\frac {d^{2}F}{d\xi ^{2}}}-2\xi {\frac {dF}{d\xi }}+\lambda F=0} | {\displaystyle (2.8)\,} |

Această ecuație este invariantă la schimbarea semnului variabilei, din acest motiv, dacă {\displaystyle F(\xi )} este o soluție, atunci și {\displaystyle F(-\xi )} este o soluție. Prin urmare, datorită liniarității și omogenității ecuației rezultă că și {\displaystyle F_{1}(\xi )=F(\xi )+F(-\xi ),F_{2}(\xi )=F(\xi )-F(-\xi )} sunt soluții ale ecuației. Prima este invariantă la schimbarea semnului variabilei, în timp ce a doua își schimbă semnul: se zice că prima este pară iar a doua impară. Pentru ecuația (2.8) se caută o soluție pară și una impară. Cele două
soluții se scriu sub forma unor serii de puteri, astfel, prima ca o serie de puteri pare, iar cea de a doua ca serie de puteri impare:
| {\displaystyle F_{1}(\xi )=a_{0}+{\frac {a_{1}}{1!}}\xi ^{2}+{\frac {a_{2}}{2!}}\xi ^{4}+{\frac {a_{3}}{3!}}\xi ^{6}...+{\frac {a_{n}}{n!}}\xi ^{2n}+...} | {\displaystyle (2.9)\,} |

| {\displaystyle F_{2}(\xi )=b_{0}\xi +{\frac {b_{1}}{1!}}\xi +{\frac {b_{2}}{2!}}\xi ^{3}+{\frac {b_{3}}{3!}}\xi ^{5}...+{\frac {b_{n}}{n!}}\xi ^{2n+1}+...} | {\displaystyle (2.9.1)\,} |

Prin înlocuirea acestor serii în ecuația (2.8)se găsesc de asemenea serii care, pentru a satisface ecuația, trebuie să fie identic nule.
Prin urmare, coeficientul fiecărei puteri a variabilei {\displaystyle \xi } se anulează și se obțin relațiile de recurență ce permit găsirea coeficienților {\displaystyle a_{n}} și {\displaystyle b_{n}}:
| {\displaystyle 2(2n+1)a_{n+1}=(4n-\lambda )a_{n}} | {\displaystyle \,} |

| {\displaystyle 2(2n+3)b_{n+1}=(4n+2-\lambda )b_{n}} | {\displaystyle \,} |

Relații din care se deduc expresiile:
| {\displaystyle a_{n+1}={\frac {n-{\frac {\lambda }{4}}}{n+{\frac {1}{2}}}}a_{n}} | {\displaystyle (2.10)\,} |

| {\displaystyle b_{n+1}={\frac {n+{\frac {1}{2}}-{\frac {\lambda }{4}}}{n+{\frac {3}{4}}}}b_{n}} | {\displaystyle (2.10.1)\,} |

În relațiile de mai sus numă rul natural n poate lua succesiv valorile 0,1,2,... . Cele două relații se pot reuni în una singură, sintetică, ce ia forma:
| {\displaystyle c_{n+1}={\frac {n+a}{n+b}}c_{n}} | {\displaystyle (2.11)\,} |

Pentru relația de recurență (2.10) coeficienții a și b au valorile:
| {\displaystyle a=-{\frac {\lambda }{4}},b={\frac {1}{2}}} | {\displaystyle (2.12)\,} |

respectiv, pentru relația (2.10.1):
| {\displaystyle a={\frac {1}{2}}-{\frac {\lambda }{4}},b={\frac {3}{4}}} | {\displaystyle (2.12.1)\,} |

Utilizând relația de recurență sintetică (2.11), prin înlocuirea succesivă a valorilor posibile pentru numărul n, se obține o formă explicită pentru coeficienții sintetici:
| {\displaystyle C_{n}={\frac {a(a+1)(a+2)(a+3)...(a+n-1)}{b(b+1)(b+2)(b+3)...(b+n-1)}}C_{0}} | {\displaystyle (2.13)\,} |

### Legătura cu funcția hipergeometrică degenerată
Relația (2.13), prin forma sa, sugerează utilizarea unei funcții speciale din cadrul teoriei ecuațiilor diferențiale cu derivate parțiale, funcție des utilizată pentru rezolvarea unor probleme din mecanica cuantică. Pentru realizarea legăturii cu problema găsirii valorilor și funcțiilor proprii asociate hamiltonianului oscilatorului armonic cuantic, în această secțiune se prezintă într-o manieră simplificată, principalele caracteristici ai funcției hipergeometrice degenerate, urmănd ca apoi să se facă legătura cu relațiile ce rezultă din aplicarea metodei prezentate mai sus.
| Prin definiție, o funcție hipergeometrică degenerată este, în general, o funcție complexă de variabilă complexă {\displaystyle \zeta } având doi parametrii a și b, de regulă reale, dată de relația generală: \| {\displaystyle F(a,b;\zeta )=1+{\frac {a}{b}}{\frac {\zeta }{1!}}+{\frac {a(a+1)}{b(b+1)}}{\frac {\zeta ^{2}}{2!}}+...+{\frac {a(a+1)(a+2)...(a+n-1)}{b(b+1)(b+2)...(b+n-1)}}{\frac {\zeta ^{n}}{n!}}} \| {\displaystyle (2.14)\,} \| Observație: funcția, în particular, poate fi definită și ca o funcție reală de variabilă reală, dar parametrii a și b sunt totdeauna reale. |                          |
| {\displaystyle F(a,b;\zeta )=1+{\frac {a}{b}}{\frac {\zeta }{1!}}+{\frac {a(a+1)}{b(b+1)}}{\frac {\zeta ^{2}}{2!}}+...+{\frac {a(a+1)(a+2)...(a+n-1)}{b(b+1)(b+2)...(b+n-1)}}{\frac {\zeta ^{n}}{n!}}} | {\displaystyle (2.14)\,} |

Din motive particulare, se presupune că parametrul real b nu poate avea valori întregi negative sau nul. Fără această ipoteză, în unul din numitorii termenilor expresiei (2.14) ar putea să apară valoarea zero, ceea ce ar duce la imposibilitatea existenței funcției. Parametrul a din numărătorul termenilor din serie poate avea și valori întregi și negative sau nul, de aceea se poate lua {\displaystyle a=-\nu },cu {\displaystyle \nu =0,1,2,...}. Din acest motiv expresia seriei din definiția funcției hipergeometrice degenerate se reduce la un polinom de gradul n în variabila {\displaystyle \zeta }, se spune că are loc trunchierea seriei.
Pentru a demonstra o proprietate remarcabilă a funcției {\displaystyle F(a,b;\zeta )} se face uz de o teoremă cunoscută din teoria seriilor de funcții:
| {\displaystyle f(\zeta )=\sum _{n=0}^{\infty }c_{n}{\frac {\zeta ^{n}}{n!}}} | {\displaystyle \,} |

| {\displaystyle \lim _{\zeta \to \infty }{\frac {c_{n+1}}{c_{n}}}=1} | {\displaystyle \,} |

| {\displaystyle \lim _{\zeta \to \infty }f(\zeta )e^{-k\zeta }=\infty } | {\displaystyle \,} |

Demonstrația teoremei:
Pornind de la limita {\displaystyle \lim _{n\to \infty }{\frac {c_{n+1}}{c_{n}}}=0} din ipoteza teoremei de mai sus, rezultă că începând de la un anumit rang N, practic toți coeficienții {\displaystyle c_{n}} devini egali între ei. Pentru situația în care ar fi riguros egali, seria din ipoteza teoremei se poate scrie
| {\displaystyle f(\zeta )=\sum _{n=0}^{N}C_{n}{\frac {\zeta ^{n}}{n!}}+C_{N+1}\left({\frac {\zeta ^{N+1}}{(N+1)!}}+{\frac {\zeta ^{N+2}}{(N+2)!}}+...\right)} | {\displaystyle (2.15)\,} |

Restul sumei din expresia e mai sus ar fi egal la limită cu
| {\displaystyle e^{\zeta }-1-{\frac {\zeta }{1!}}-{\frac {\zeta ^{2}}{1!}}...{\frac {\zeta ^{N}}{N!}}} | {\displaystyle \,} |

În cazul trecerii la limită, funcția {\displaystyle f(\zeta )} ia forma: {\displaystyle f(\zeta )=P_{N}(\zeta )+C_{N+1}e^{\zeta }}, relație în care {\displaystyle P_{N}(\zeta )} este un polinom de gradul N de variabilă {\displaystyle \zeta }. Dacă se înmulțește această egalitate cu factorul {\displaystyle e^{-k\zeta }} se ajunge la egalitatea: {\displaystyle f(\zeta )e^{-k\zeta }=P_{N}(\zeta )e^{-k\zeta }+C_{N+1}e^{(1-k)\zeta }}; trecănd la limită pentru {\displaystyle \zeta } tinzând la infinit, se obține relația
| {\displaystyle \lim _{n\to \infty }f(\zeta )e^{-k\zeta }=\lim _{\zeta \to \infty }\left[P_{N}(\zeta )e^{-k\zeta }+C_{N+1}e^{(1-k)\zeta }\right]=\infty } | {\displaystyle (2.16)\,} |

rezultatul explicându-se prin aceea că exponentul termenului {\displaystyle e^{(1-k)\zeta }} este pozitiv pentru orice valoare 0<k<1
→(de aici voi continua cu demonstrarea suficienței)←
Revenind la expresia de definiție a funcției hipergeometrice degenerate, dată prin relația (2.14), pentru demonstrarea certitudinii truncherii seriei, se presupune provizoriu că nici condiția {\displaystyle a=-\nu },cu {\displaystyle \nu =0,1,2,...} nu este satisfăcută. Din această ipoteză rezultă că partea dreaptă a expresiei (2.14) ar fi o serie adevărată, adică având o infinitate de termeni. Convergența seriei este asigurată prin criteriul de convergență al raportului, cu alte cuvinte: modulul raportului a doi termeni consecutivi tinde la zero atunci când n tinde la infinit, pentru toate valorile reale sau complexe ale variabilei {\displaystyle \zeta }. Acest criteriu se poate verifica simplu prin scrierea limitei de mai jos în care variabila {\displaystyle \zeta }, parametrii a și b pot avea orice valoare dar sunt finite.
| {\displaystyle \lim _{n\to \infty }\left\|{\frac {u_{n+1}}{u_{n}}}\right\|=\lim _{n\to \infty }\left\|{\frac {a+n}{b+n}}\right\|{\frac {\left\|\zeta \right\|}{n+1}}=0} | {\displaystyle \,} |

În condițiile acestea, ținând seama de relația {\displaystyle \lim _{n\to \infty }f(\zeta )e^{-k\zeta }=\infty }, demonstrată mai sus funcția hipergeometrică degenerată se supune relației
| {\displaystyle \lim _{\zeta \to \infty }F(a,b;\zeta )e^{-k)\zeta }=\infty } | {\displaystyle (2.17)\,} |

relație care este adevărată oricare ar fi numărul k cuprins strict între 0 și unu.
Ținând cont de soluțiile (2.9) (2.9.1) și definiția (2.14), soluțiile acceptabile ale ecuației

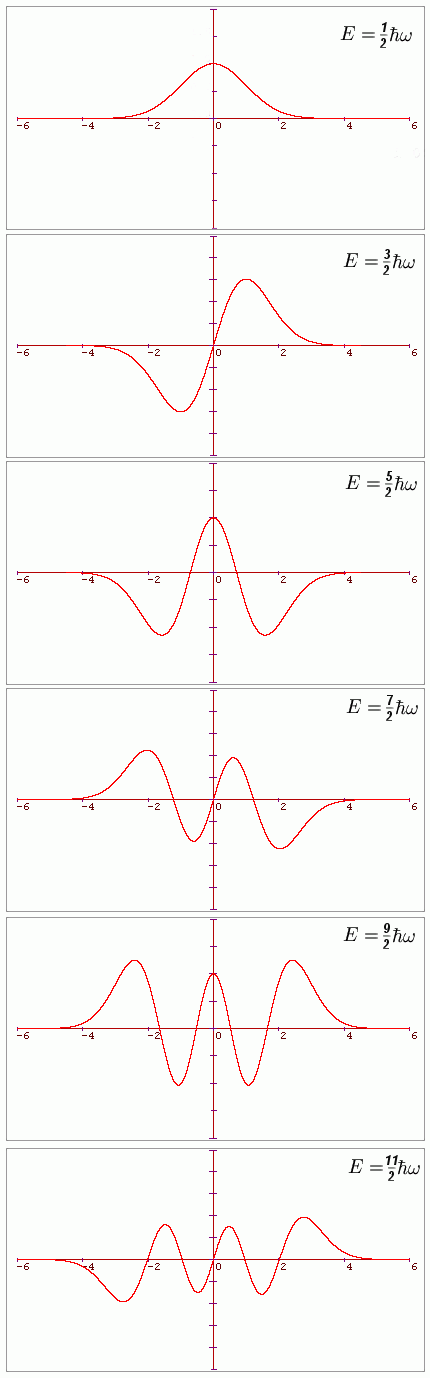

(2.60 se pot scrie sub forma
| {\displaystyle F_{1}(\xi )=a_{0}F\left(-{\frac {\lambda }{4}},{\frac {1}{2}};\xi ^{2}\right)} | {\displaystyle (2.18)\,} |

| {\displaystyle F_{2}(\xi )=b_{0}\xi F\left({\frac {1}{2}}-{\frac {\lambda }{4}},{\frac {3}{4}};\xi ^{2}\right)} | {\displaystyle (2.18.1)\,} |